# Hentai

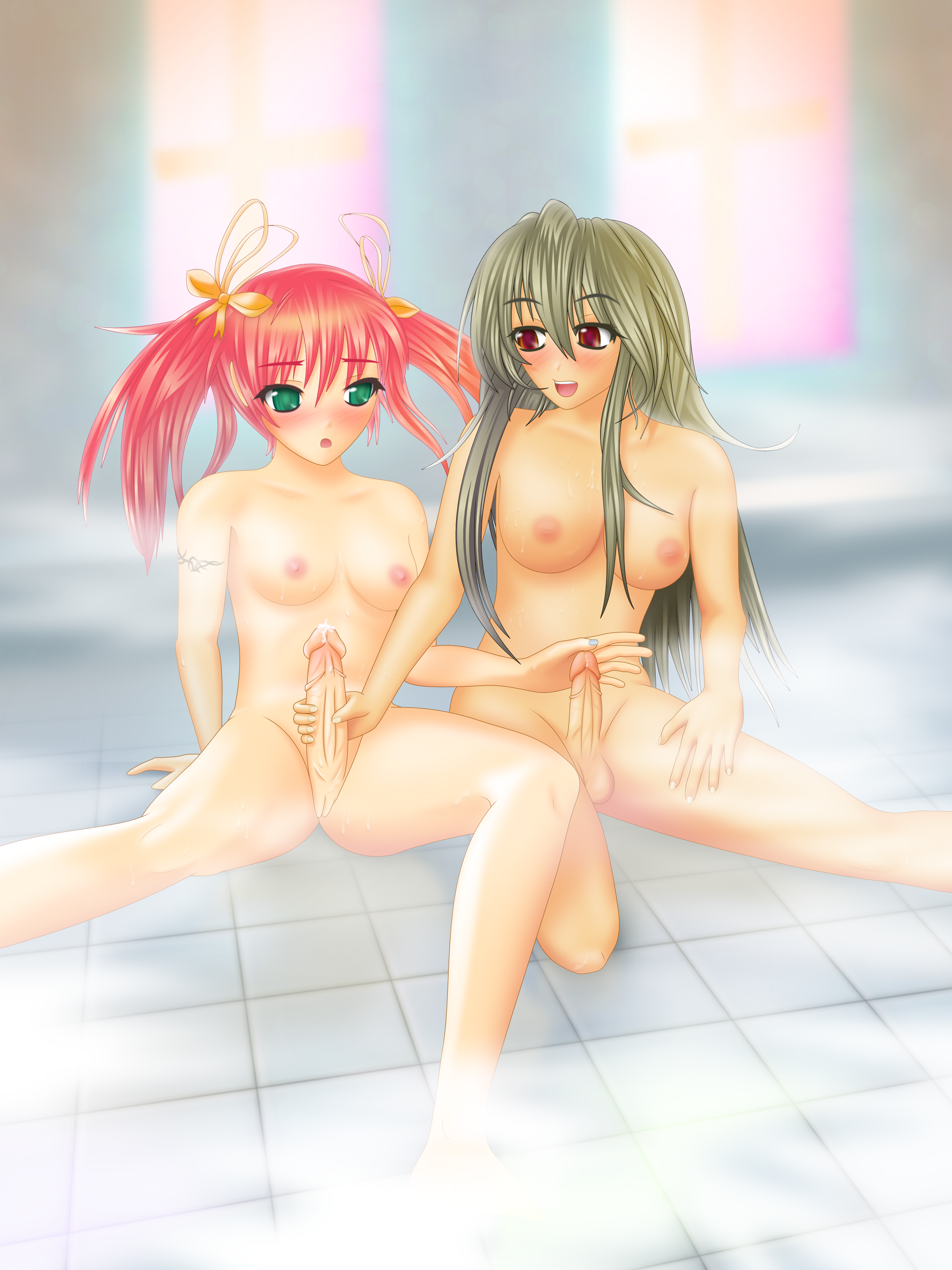
Ilustrație hentai de tip Futanari

Hentai (変態 sau へんたい?) este denumirea pentru anime, manga sau medii similare ce conțin creații artistice pornografice. Cuvântul își are originea în limba japoneză, de unde a apărut fenomenul, cuvântul însemnând perversitate. În România, sensul primar îl reprezintă cel de anime sau manga pornografice, celelalte sensuri fiind secundare și uneori necunoscute celor ce-l folosesc.

## Clasificare
Hentai-ul are două ramuri, corespunzînd lucrărilor ce se axează în principal pe relații heterosexuale (bărbat+femeie), și cele axându-se pe relații homosexuale. Cea de-a doua ramură se împarte la rândul ei în 2 stiluri, anume yuri și yaoi.

## Semnificația cuvântului
În japoneză cuvântul hentai este reprezentat dintr-un kanji însemnând "schimbare" sau "ciudat" și un kanji reprezentând "atitudine" sau "înfățișare". Termenul "hentai" este prescurtarea expresiei "hentai seiyoku", ce înseamnă "perversiune sexuală". "Hentai" înseamnă "pervers" sau "ciudat", pentru a face referire la pornografie este folosit termenul "18-kin", ce înseamnă "interzis celor sub 18 ani" sau "seijin manga" corespunzător pentru "manga cu conținut adult".